# روس تورنبول
روس تورنبول هو لاعب هوكي الجليد كندي، ولد في 4 يوليو 1934 في باري في كندا، وتوفي في 8 ديسمبر 2015.